# 圣柴诺波柱

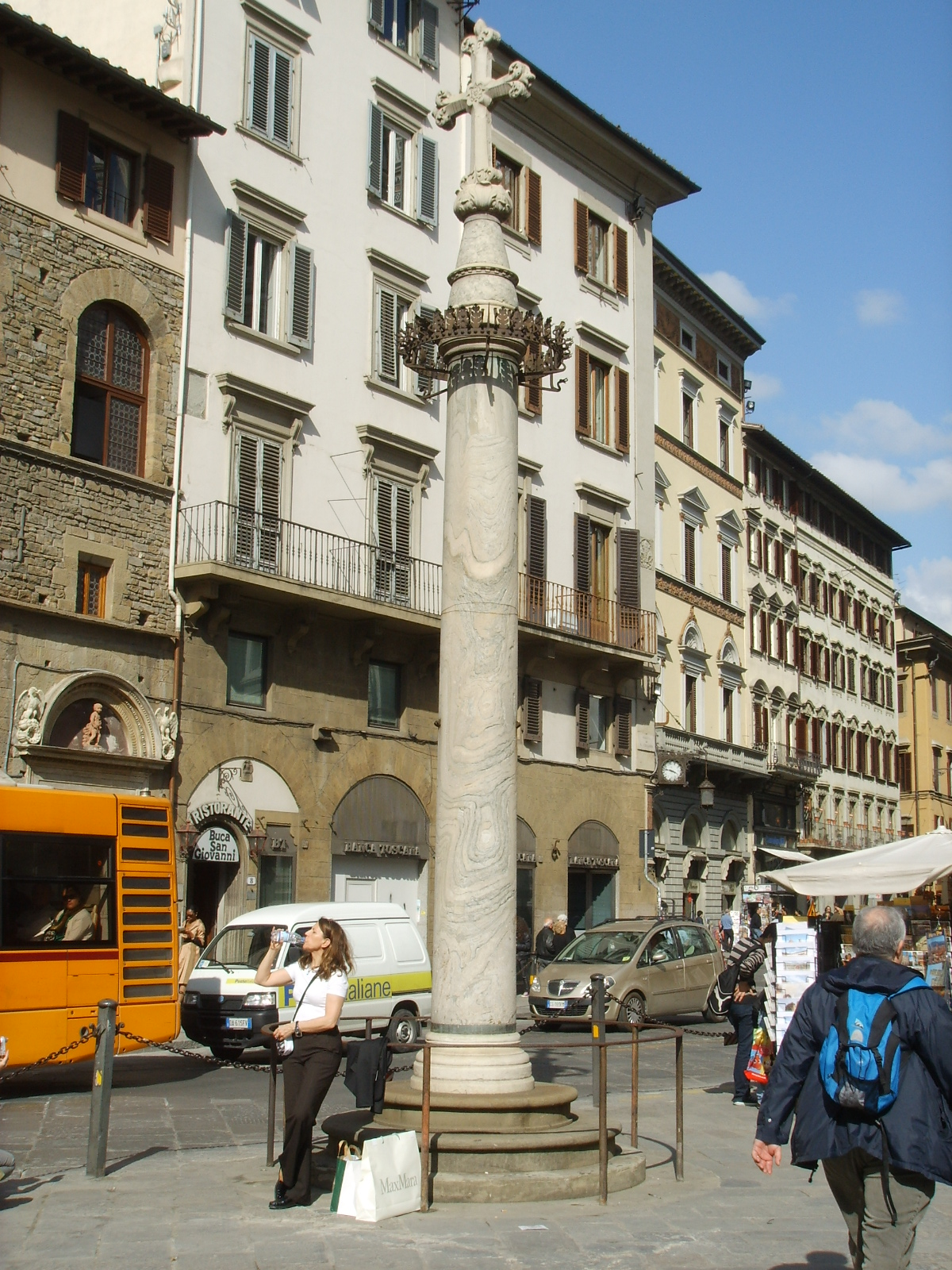
圣柴诺波柱

圣柴诺波柱（Colonna di San Zanobi）位于意大利佛罗伦萨圣若望广场，佛罗伦萨圣若翰洗者洗礼堂北门前，用大理石砌筑。顶部为十字架。
据称在429年1月26日，在干燥的冬季，圣柴诺波的圣髑在从旧主教座堂圣老楞佐圣殿运送到新座堂圣女莱伯拉大堂的途中，一棵榆树意外接触了石棺，奇迹般地复活，长出嫩叶。那颗树被雕刻成十字架，目前在圣加洛街（via San Gallo）的骑士圣若望堂（chiesa di San Giovannino dei Cavalieri）。